# Prisdorf
Prisdorf er en by og en kommune i det nordlige Tyskland, beliggende i Amt Pinnau under Kreis Pinneberg. Kreis Pinneberg ligger i den sydlige del af delstaten Slesvig-Holsten.

## Geografi
Prisdorf ligger i Metropolregion Hamburg ved Landstraße 107 mellem Pinneberg og Tornesch i det største sammenhængende planteskoleområde i Europa.
Prisdorf har station på jernbanen fra Hamborg mod Kiel og Westerland.